# Gofukakusa-in no shōshō no naishi
Gofukakusa-in no shōshō no naishi (jap. 後深草院少将内侍 Gofukakusa-in no shōshō no naishi; zm. około 1265) – japońska poetka, tworząca w okresie Kamakura. Zaliczana do Trzydziestu Sześciu Mistrzyń Poezji. Określana także mianem nyōbō rengashi (mistrzyni rengi).
Córka artysty i arystokraty Fujiwary no Nobuzane. Młodsza siostra poetek Ben no naishi i Sōhekimon-in no shōshō oraz malarza Fujiwary no Tametsugu. Służyła jako dama dworu cesarza Go-Fukakusa, od którego pochodzi jej przydomek.
Wraz z siostrą Ben no naishi należała do grupy poetów tworzących w stylu renga, których utwory znalazły się w powstałym około 1356 r. zbiorze Tsukubashū. Czterdzieści cztery utwory jej autorstwa zamieszczone zostały w cesarskich antologiach poezji.